# 謝卡帕斯村
謝卡帕斯村（波斯語：‎），是伊朗吉兰省阿姆拉什县中央區北阿姆拉什鄉的村。2006年人口普查顯示該村有45个家庭，人口为139人。